# Гау Тауншип (округ Форест, Пенсільванія)
Гау Тауншип (англ. Howe Township) — селище (англ. township) в США, в окрузі Форест штату Пенсільванія. Населення — 194 особи (2020).

## Демографія
Згідно з переписом 2010 року, у селищі мешкало 405 осіб у 100 домогосподарствах у складі 48 родин. Було 660 помешкань
Расовий склад населення:
| - 64,7 % — білих - 34,6 % — чорних або афроамериканців - 0,2 % — азіатів |

До двох чи більше рас належало 0,5 %. Частка іспаномовних становила 8,6 % від усіх жителів.
За віковим діапазоном населення розподілялося таким чином: 41,2 % — особи молодші 18 років, 42,5 % — особи у віці 18—64 років, 16,3 % — особи у віці 65 років та старші. Медіана віку мешканця становила 18,6 року. На 100 осіб жіночої статі у селищі припадало 412,7 чоловіків;  на 100 жінок у віці від 18 років та старших — 230,6 чоловіків також старших 18 років.
Середній дохід на одне домашнє господарство  становив 69 281 долар США (медіана — 44 375), а середній дохід на одну сім'ю — 97 768 доларів (медіана — 48 125). За межею бідності перебувало 7,3 % осіб, у тому числі 44,4 % дітей у віці до 18 років та 0,0 % осіб у віці 65 років та старших.
Цивільне працевлаштоване населення становило 48 осіб. Основні галузі зайнятості: роздрібна торгівля — 18,8 %, виробництво — 14,6 %, освіта, охорона здоров'я та соціальна допомога — 14,6 %.